# 海讷瓦尔德
海讷瓦尔德（德語：Hainewalde）是德国萨克森州的市镇，隶属于格尔利茨县。总面积为12.96平方千米，截至2023年12月31日总人口为1,512人。